# Sant Cristòfol de la Castanya
Sant Cristòfol de la Castanya és una església romànica del Brull (Osona) protegida com a Bé Cultural d'Interès Local.

## Descripció
Al vessant sud del Puig Ventós del massís del Montseny, a una alçada de 922 mts. trobem la petita església de Sant Cristòfol de la Castanya formant conjunt amb la rectoria adossada, ara una casa particular. Consta d'una sola nau coberta amb volta de canó apuntada reforçada per tres arcs torals. Ha desaparegut l'absis romànic, substituït per una capçalera de planta trapezoïdal. Entre aquest absis i el campanar de torre es bastí la sagristia al segle xvii. S'accedeix per la porta original d'arc de mig punt, situada al mur de migjorn. El campanar de torre de planta quadrada adossat al mur de migdia, data del segle xii i conserva una finestra geminada amb columna i capitell mensuliforme.

## Història
Es tenen notícies documentals d'aquesta església dels anys 1025, 1047 i 1050. Sabem que el 1082 va ser consagrada pel bisbe de Vic Berenguer Seniofred de Lluçà, a petició de R. Folc, vescomte de Cardona i senyor del Brull. Al seu interior es conservava un retaule fet expressament pel pintor Bertran Badia, que va ser posteriorment substituït per un altre de barroc, cremat durant la Guerra Civil. La seva acta de dotació data del 7 de juny de 1082 i es conserva a l'Arxiu Episcopal de Vic. La Castanya mai havia estat parròquia, sinó que depengué des dels seus orígens de Sant Martí.